# 가미아가타군
가미아가타군(上県郡 가미아가타군[*])은 일본 나가사키현의 옛 군이다. 그러나 이 군의 실제 행정 구역은 2004년 쓰시마시에 합병되기 직전 당시의 쓰시마섬 북부 지역을 관장한 것으로 나와 있어, 대한민국과도 가장 가까운 일본의 행정 구역 중의 하나이다.

## 군역
1878년 당시 행정 구역이 발족되었을 때, 2004년 쓰시마시에 합병되기 직전 당시의 미네정과 가미아가타정, 가미쓰시마정 등 3개의 정(町)을 관장하였던 것으로 드러난다.

## 연혁
- 1878년 10월 28일 : 공식적으로 발족할 당시 도요사키촌, 긴촌, 니타촌, 사스나촌, 미네촌 등 5개의 촌으로 구성되었다. 그러나 1877년 이전 당시 난립되어 있었던 수십여 개의 촌들을 묶어 통합시킴.
- 1948년 12월 1일 : 도요사키촌이 도요사키정으로 승격.
- 1955년 : 1월 1일에는 도요사키정과 긴촌이 가미쓰시마정으로 합병되고, 4월 15일에는 니타촌과 사스나촌이 가미아가타정으로 합병.
- 1976년 4월 1일 : 미네촌이 미네정으로 승격.
- 2004년 3월 1일 : 가미쓰시마정, 가미아가타정, 미네정 모두 시모아가타군과 통합하여 쓰시마시가 정식 출범.

## 같이 보기

### 일반 주제
- 시모아가타군
- 쓰시마시

### 군내 하위 행정 구역
- 미네정
- 가미쓰시마정
- 가미아가타정